# شیم اون
شیم اون (انگلیسی: Sim On; ۱ ژانویهٔ ۱۳۷۵ – ۱۸ ژانویهٔ ۱۴۱۹) سیاستمدار اهل پادشاهی چوسان در کره (کشور) بود. نخست‌وزیر یا رئیس شورای مملکتی سلسله چوسان در کشور کره بود که از سپتامبر ۱۴۱۸ تا دسامبر ۱۴۱۸ به این شغل اشتغال داشت. او همچنین پدر یک ملکه و پدر زن پادشاه سجونگ کبیر بود. وی به خاطر اتهام خیانت شناخته می‌شود که سرانجام به مرگش و استحکام بیشتر قدرت سلطنتی منجر شد.

## زمینه
شیم اون که در اواخر سلسله گوریو در خاندان چونگ سونگ شیم چشم به جهان گشود، آزمون‌ها را گذرانده و در یازده سالگی وارد دولت شد. ژنرال یی سونگ گه در آن زمان کنترل کامل قدرت را در دست داشت و بیشتر رقبایش در سراسر گوریو را از میان برده بود. شیم اون به درستی متوجه شده بود که سلسله گوریو در انتهای راه خود قرار دارد و بنابراین به حزب یی سونگ گه پیوست و سخت کوشید تا یک سلسله جدید را به روی کار آورد. سرانجام زمانیکه یی در سال ۱۳۹۲ به تخت نشست، شیم اون یکی از افرادی بود که به پست جدیدی دست یافت و در کمک به یی برای پیدایش سلسله چوسان نفوذ زیادی داشت.
در سال ۱۴۱۱ و در زمان سلطنت پادشاه تائجونگ چوسان، شیم اون به سمت مدیر استان هامگیونگ منصوب شد. وی قضات و کلانترهای فاسد را عزل می‌کرد و زحمات بسیاری در بهبود قدرت دولت در منطقه کشید.
از این روی که شیم اون مدیر مدنی بسیار کارآمدی بود، او چندین بار ترفیع گرفت و همچنین در پست‌های وزیر صنعت، وزیر امور مدنی و وزیر کشاورزی به ایفای نقش پرداخت. زمانیکه که دربار اقدام به انتخاب کاندیداهایی برای شهبانوی چونگ نیونگ (پادشاه سجونگ آینده) کرد، او نام دخترش را نیز در میان کاندیداها آورد. نتیجه این اقدام انتخاب دخترش به عنوان همسر شاهزاده بود.
زمانیکه چونگ نیونگ در سال ۱۴۱۸ به سلطنت رسید، «بانو شیم» (زنان تنها با نام‌های خانوادگیشان مورد خطاب قرار می‌گرفتند) دختر شیم اون عنوان ملکه سوهون را به خود گرفت و شیم اون به منصب نخست‌وزیری که بالاترین مقام غیر سلطنتی در کشور بود نائل آمد.

## رسوایی و مرگ
زمانیکه شیم اون به سمت نخست‌وزیر منصوب شد، منصب «وزیر غربی» توسط پارک اون از خاندان بونام پارک اشغال شده بود. روابط بین این دو وزیر متخاصمانه بود و مشاجرات متعددی بین آنها درمی‌گرفت.
در آن زمان پادشاه تائجونگ چوسان از منصب سلطنتیش استعفا و پست پادشاه بازنشسته را در اختیار داشت. اما غالباً امورات داخلی و خارجی کشور توسط تائجونگ چوسان اداره می‌شد و پادشاه سجونگ وقت به شکل یک دست نشانده باقی مانده بود. به دلیل اینکه او در آخرین روزهای گوریو یک ژنرال بود، تائجونگ چوسان شخصی محکم، محافظه کار، و مستبدی یکه‌تاز به‌شمار می‌رفت. او متناوباً در مورد این حقیقت نگران بود که در آینده سلسله به جای پادشاه غالباً توسط وزرا اداره خواهد شد. این اتفاق در عهد گوریو نیز افتاده بود؛ بنابراین وی تدابیر گسترده‌ای برای استحکام اختیارات دربار سلطنتی در نظر گرفت.
بر اساس این حقیقت در دولت، شیم جونگ برادر جوان‌تر شیم اون زبان به شکایت گشود که قدرت پادشاه تماماً با حضور فراگیر تائجونگ چوسان محدود شده‌است. زمانیکه این اظهار نظر به گوش پادشاه بازنشسته رسید، وی تمامی خانواده شیم را محکوم کرد. از این روی که شیم اون، نخست‌وزیر و پدر ملکه، یکی از تأثیر گذارترین مردان مملکت بود، حضورش نمی‌توانست نادیده گرفته شود.
به علاوه وزیر غربی پارک اون نیز با افشای اینکه اثرگذاری شیم اون طغیان‌گرانه بوده‌است، علیه وی توطئه چید. شیم اون در آن زمان وظیفه نخست‌وزیری خویش را با بازدید از امپراتوری مینگبه عنوان سفیر چوسان در سه اونسا به انجام رسانیده بود. او در حال بازگشت از سفرش بود که در قلمرو کره در شهرستان اوایجو دستگیر شد و تحت حفاظت ابتدا به پایتخت در هانیانگ و سپس به سوون (شهر) منتقل گشت.
او در سوون شکنجه شد تا به جرم خویش اعتراف کند. شکنجه‌های رهبری شده توسط پارک اون که شیم را در ردیف اول اتهامات قرار داده بود، سرانجام به هدف خود برای اقرار جرم‌ها توسط شیم اون دست یافت. درست قبل از اینکه نخست‌وزیر اعدام شود، او عبارت معروفی را زیر لب زمزمه کرد: ” فرزندان من، با یک پارک ازدواج نکنید. آن شرمندگی و بدشانسی برای خانواده ما به بار خواهد آورد.